# Jakub Vadlejch
Jakub Vadlejch, född 10 oktober 1990, är en tjeckisk friidrottare som tävlar i spjutkastning.

## Karriär
Vid olympiska sommarspelen 2020 tog han silver i spjutkastning. Vid världsmästerskapen i friidrott 2022 och världsmästerskapen i friidrott 2023 tog han brons i samma disciplin. Vid europamästerskapen i friidrott 2024 tog han guld.